# Bím tóc
Bím tóc là một cấu trúc hoặc hoa văn phức tạp được hình thành bằng cách đan xen hai hoặc nhiều sợi vật liệu dẻo như sợi dệt, dây buộc hoặc tóc.